# Diostrombus brunnipes
Diostrombus brunnipes är en insektsart som beskrevs av Van Stalle 1984. Diostrombus brunnipes ingår i släktet Diostrombus och familjen Derbidae. Inga underarter finns listade i Catalogue of Life.